# Katastrofa lotu China Airlines 611

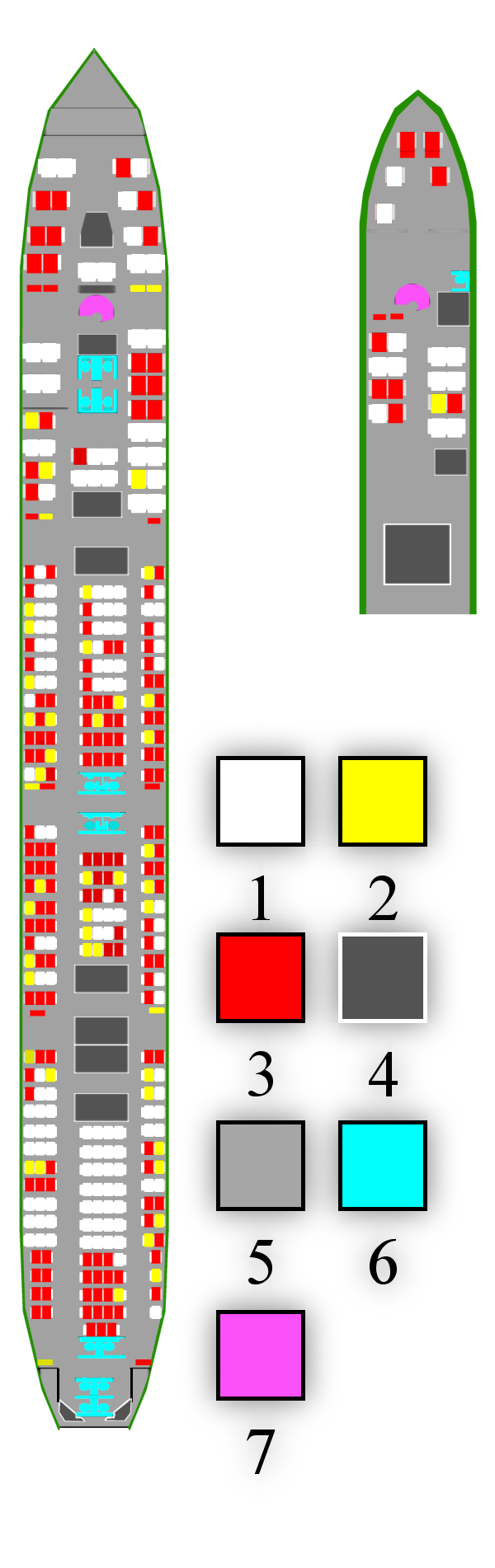
Plan B-18255. Cyfry oznaczają: 1 – puste miejsca, 2 – ofiary nierozpoznane, 3 – ofiary rozpoznane, 4 – kuchnia, 5 – korytarze, 6 – toalety, 7 – schody.

Katastrofa lotu China Airlines 611 – katastrofa, do której doszło 25 maja 2002 roku u wybrzeży Tajwanu. Samolot tajwańskich linii lotniczych China Airlines wpadł do morza 22 minuty po starcie z Taoyuan. Maszyna leciała ze stolicy Tajwanu do Hongkongu. Na pokładzie Boeinga 747-209B znajdowało się 225 osób. Nikt z pasażerów oraz członków załogi nie przeżył.

## Przebieg lotu
25 maja 2002 roku, Boeing 747-209B (nr rejestracyjny B-18255) przygotowywał się do rejsu nr 611 do Hongkongu. Był to jego ostatni dzień służby w chińskich liniach lotniczych przed przeniesieniem maszyny do towarzystwa Orient Thai Airlines. O godzinie 14:50 zamknięto bramkę lotu nr 611 – dziesięć minut po planowanym czasie rozpoczęcia kołowania na miejsce startowe. Siedem minut później, maszyna została przeholowana z miejsca postojowego B2, po czym załoga rejsu pokołowała na pas startowy nr 06. 
O godzinie 15:07 Boeing 747 wzbił się w powietrze. Przecinając wysokość 490 m piloci skontaktowali się z kontrolą podejścia na lotnisku w Tajpej, po chwili otrzymali pozwolenie na wznoszenie do pułapu FL260 (26 tys. stóp – 7,9 km). Dziewięć minut po starcie, przecinając poziom FL187, maszyna ponownie skontaktowała się z tajwańskimi kontrolerami i otrzymała pozwolenie na osiągnięcie poziomu FL350.
O godzinie 15:28, gdy samolot znajdował się na zachód od wybrzeży Tajwanu, zniknął z ekranów radarów kontroli naziemnej. Maszyna rozpadła się w powietrzu na kilka części – niektóre z nich zostały odnalezione nieopodal Zhanghua, około 45 km od głównego miejsca katastrofy.

## Akcja ratownicza
W rejon katastrofy wysłano 6 śmigłowców, 10 okrętów marynarki tajwańskiej i kilka statków przybrzeżnych. Szczątki wraku zlokalizowano około 45 km od Peskadorów – jedną z większych wydobytych części był fragment kokpitu Jumbo-Jeta.

## Przyczyna katastrofy
Uczestniczący w katastrofie Boeing, 7 lutego 1980 roku, podczas lądowania w Hongkongu zawadził ogonem o pas startowy. Awaria doprowadziła do uszkodzenia kadłuba. Choć personel naziemny opisał naprawę jako przeprowadzoną zgodnie z wytycznymi napraw kadłuba zaaprobowanym przez firmę Boeing (Boeing SRM – Structural Repair Manual), w rzeczywistości nie spełniała ona wymagań SRM. Wytyczne owe wymagają, aby uszkodzony fragment kadłuba pokryto łatą 30% większą niż uszkodzony obszar kadłuba, który miał zostać wycięty. W rzeczywistości został on wypolerowany, a łata miała wielkość dokładnie równą uszkodzonemu fragmentowi kadłuba. Doprowadziło to w miarę eksploatacji maszyny do przyspieszonego zmęczenia materiału i powstania licznych mikropęknięć w rejonie uszkodzenia. 25 maja 2002 roku wzrost różnicy ciśnień po starcie (w miarę nabierania wysokości przez samolot ciśnienie na zewnątrz kadłuba malało, wewnątrz pozostawało niezmienne) doprowadził do pęknięcia kadłuba w rejonie dawnego uszkodzenia. Gwałtowna dekompresja kadłuba spowodowała jego rozerwanie wzdłuż powstałych mikropęknięć (m.in. oderwanie części ogonowej samolotu) na wiele części.

## Narodowości ofiar katastrofy
| Kraj       | Pasażerowie | Załoga | Razem |
| ---------- | ----------- | ------ | ----- |
| Tajwan     | 190         | 19     | 209   |
| Chiny      | 9           | -      | 9     |
| Hongkong   | 5           | -      | 5     |
| Singapur   | 1           | -      | 1     |
| Szwajcaria | 1           | -      | 1     |
| Razem:     | 206         | 19     | 225   |